# Kamerni teatar 55
Kamerni teatar 55 je kazališna kuća iz Sarajeva. 
Djeluje od 7. ožujka 1955. godine. Utemeljio ga je Jurislav Korenić (1914. – 1974.). Kamerni teatar 55 je prateći nova kazališna kretanja u ondašnjoj Europi bio nešto novo u tom dijelu Europe. Njegovim su putem pošle brojne kazališne kuće i trupe. Predstavio je novi vid dramaturgije, dramu apsurda, antidramu, "novu dramu". Izvodio je djela Samuela Becketta, Alfreda Jarryja, Jeana Geneta, Eugènea Ionesca, Schwartza, Antona Pavloviča Čehova i svih inih autora čiji je kazališni iskaz proizlazio iz "apsurdnog osjećanja života". Kamerni teatar 55 je nudio glumcima prstenasto gledalište koje okružuje pozornicu, za razliku od klasične pozornice koja je sučeljena prema gledalištu prema kojem postoji svojevrsna pregrada koja se ne može premostiti. Na taj je način glumcima dao mogućnost za ostvariti intimniju, prirodniju i iskreniju glumačku igru. 
Tijekom godina Kamerni teatar 55 ostaje dosljedan avangardnom pristupu, stalno tražeći najnovije dramske uradke inozemnih autora, kao što su Bertolt Brecht, George Bernard Shaw, Stanisław Ignacy Witkiewicz, Harold Pinter, Alby, Schisgal, Weis, Samuell Beckett, Luigi Pirandello, Roger Vitrac, David Zindell, Albert Camus, Carlo Goldoni, Friedrich Dürrenmatt, Federico García Lorca, Witold Gombrowicz, Tadeusz Różewicz, Aleksej Arbuzov, Fo, Mihail Bulgakov, Anton Pavlovič Čehov, Alexandre Dumas, Rainer Werner Fassbinder, Henrik Ibsen, August Strindberg, Dostojevski, John Boynton Priestley, Pavel Kohout, Šekspir, Miller, Wise, Kretz, Villiams, Ernest-Aimé Feydeau, Buchner, Glovatzky, Jean-Paul Sartre, Genet, Eugène Ionesco, Vaclav Havel) i praizvedbama djela pisaca iz BiH (Zlatko Topčić, Miodrag Žalica, Mirko Kovač, Safet Plakalo, Nedžad Ibrišimović, Fetahagić, Jovanović, Dževad Karahasan, Fogl, Mustajbašić, Irfan Horozović). Mnoge od ovih autora ova je kazališna kuća je izvela dok šire gledateljstvo nije niti znalo za njih. 
Od 1955. do 2001. godine Kamerni teatar 55 je izveo 258 premijera.
Tijekom rata u Bosni i Hercegovini (1992. - 1995.) vodio ga je direktor i redatelj Gradimir Gojer. U vrijeme dok je Sarajevo bilo opkoljeno, Kamerni teatar 55 bio je predvodnikom i lučonošom "kulturni otpor agresiji" i prepoznavalo kao civilizacijski superioran odgovor na velikosrpski barbarizam kojem su bili izloženi. Tijekom je rata Kamerni teatar 55 imao 28 premijera. Repertoar nije pravio kompromise ni s ideološkim, ni s nacionalnim, ni s vjerskim niti s političkim utjecajima.
Zlatko Topčić je ovim kazalištem uspješno rukovodio deset godina, u razdoblju od 2001. do 2011. godine.

## Također pogledajte
- Zlatko Topčić